# Evaristo Crespo Baixauli
Evaristo Crespo Baixauli (Valencia, 30 de julio de 1887 - 18 de noviembre de 1958) fue un abogado español. 

## Infancia y juventud
Hijo del jurista y político monárquico Evaristo Crespo Azorín y de su primera mujer Laura Baixauli, estudia Derecho en la Facultad de Derecho de Valencia y se colegia como abogado en el Ilustre Colegio de Abogados de Valencia-ICAV, en el año 1910. Además, estudia Comercio, en la Escuela de Comercio de Valencia, antecesora de la Facultad de Empresariales, y se convierte primero, en profesor mercantil y luego, previa oposición, en Catedrático de Derecho y Economía y Legislación Mercantil.

## Actividad monárquica
Abandona pronto el ejercicio libre de la abogacía y oposita de nuevo a la Administración del Estado, alcanzando el grado de jefe superior de Administración, ocupando el cargo de primer secretario contador de la recién creada Junta de Obras del Puerto de Valencia, hasta su jubilación en el año 1957.
La oposición monárquica al régimen del general Franco lanza el 19 de marzo de 1945 el Manifiesto de Lausana, que redacta Don Juan de Borbón, Conde de Barcelona, abuelo de Felipe VI, actual Rey de España, desde Suiza. En ese manifiesto, el Conde de Barcelona ofrecía a los españoles la monarquía tradicional como alternativa al régimen de Franco y Evaristo Crespo Baixauli, siguiendo la tradición familiar, firma el Manifiesto de Lausana. La reacción no se hizo esperar y el régimen de Franco le amenaza con degradarle y quitarle sus oposiciones de catedrático y de jefe superior de la Administración.

## Legado
Evaristo Crespo Baixauli también será recordado por su gestión del Puerto de Valencia, en unos tiempos difíciles y sin libertad de prensa y por modernizar el referido Puerto y acabar con los caballeteros (braceros que descargaban las mercancías de los barcos a las barcazas habilitadas al efecto y de éstas al muelle); al comprar e instalar la primera grúa en el Puerto de Valencia. No sin antes sufrir la huelga salvaje de los caballeteros en el año 1957.

### Condecoraciones
- Comendador de número de la Orden de Leopoldo II, por parte del gobierno de Bélgica.
- Caballero de la Real y Distinguida Orden de Carlos III.